# Alfred Drabits
Alfred Drabits (* 6. April 1959 in Traisen) ist ein ehemaliger österreichischer Fußballspieler. Alfred Drabits war einer der technisch versiertesten Spieler seiner Generation. Nach Beendigung seiner aktiven Karriere begann er eine Laufbahn als Fußballtrainer.

## Fußballerkarriere
Drabits Jugendverein war der WSV Traisen. Mit nur 16 Jahren debütierte er in der Kampfmannschaft des damaligen NÖ-Landesligavereins. In der Saison 1977/78 war er der erfolgreichste Torschütze in der NÖ-Landesliga. 1978 holte ihn der Trainer Erich Hof zum Wiener Sportclub. In Wien arbeitete er vorerst ein halbes Jahr als Briefträger, ehe er sich als Vollprofi dem Fußballsport widmete. 1981 wechselte er zur Wiener Austria, wo er auch seine größten nationalen und internationalen Erfolge feierte. Nach einem Achillessehnenriss musste er 1991 seine Profikarriere bei der Vienna beenden.

## Trainerkarriere
Alfred Drabits arbeitete seit 2006 als Co-Trainer bei der Frank Stronach Fussball Nachwuchs-Akademie Hollabrunn. Seit einem Schlaganfall 2010 ist er Frühpensionist.

## Vereine
- WSV Traisen (Anfang-1978)
- Wiener Sportclub (1978–1981)
- FK Austria Wien (1981–1988)
- Vienna (1988–1991)

## Erfolge
- 7 Länderspiele (Debüt am 12. September 1984 gegen Dänemark, Resultat: 1:3)
- 3 × Österreichischer Meister: 1984, 1985, 1986
- 2 × Österreichischer Pokalsieger: 1982, 1986
- 5 × Sieger des Wiener Stadthallenturnier: 1982, 1983, 1984, 1985, 1986